# 菊谷秀吉
菊谷 秀吉（きくや ひでよし、1950年6月25日 - ）は、日本の政治家。元北海道伊達市長（6期）。

## 人物
- 北海道伊達町（現：伊達市）出身。「秀吉」の名前は父が「天下を取れる子供になる」と周囲から勧められた事や朝鮮戦争の始まった年に生まれた事で豊臣秀吉に因んで名付けられた。父は下請けの鉱山労働者や土木作業員を務め、室蘭市や壮瞥町の硫黄鉱山を経て小学4年時に伊達へ戻った[1]。
- 頭髪の禿げに劣等感を感じていたことから伊達町外への進学を志し函館ラ・サール高等学校へ進学[2]、国際商科大学商学部卒業後1973年には前年の父の急死に伴い実家の土木会社「勝田組」に就職[3]、経理を皮切りに1977年には専務となり社員との積極的な対話を心掛けつつ社内改革を推し進めた[4]。1975年には北海道銀行伊達支店の行員と結婚[5]。
- 衆議院北海道4区の高橋辰夫議員を支援するべく1983年4月に伊達市議会議員選挙に立候補し得票数1位で初当選、市営の自動車教習所の民営化を含む合理化を推し進め、また議長時代の1993年には議会の夜間開催も行った[6]。その後市内の経済界からの要請や市役所内外での現職への不満を受け1995年の伊達市長選に出馬するも落選[7]、一時政界から離れ建設コンサルタントに専念する傍ら週末は札幌で過ごす生活を送った[8]。
- 1999年の伊達市長選挙で当選[8]、市長給与の2割削減を初めとした特別職給与の削減などといった財政健全化策に取り組み[9]、借金は交付税措置があるものを用いて借入期間を短く設定し保育所や公営住宅の建設費を起債で賄わない等といった方策を行い、基金総額を2006年度末の24.6億円から2022年度末には99.2億円に高め市債残高も50億円削減し、負債の将来負担比率を1999年度の97.9%から2018年度には0%に改善させた[10]。また高齢者・退職者を主対象とした移住促進政策「ウェルシーランド構想」で人口増を実現させ総務大臣表彰を受け[11]、大滝村との合併や[12]、道の駅直売所の拡充・農地再編整備やデンソー・サントリーといった大手企業との連携といった農業振興などに取り組んだ[13]。
- 兄は勝田組代表取締役[3]、室蘭建設業協会副会長を歴任した菊谷達夫（1948年 - 2017年）[14]。

## 経歴
- 昭和48年3月：国際商科大学卒業
- 昭和48年4月：株式会社勝田組入社
- 昭和56年6月：道建コンサルタント株式会社代表取締役就任
- 昭和58年5月：伊達市議会議員（1期目）
- 昭和62年5月：伊達市議会議員（2期目）
- 平成3年5月：伊達市議会議員（3期目・伊達市議会副議長就任）
- 平成5年4月：伊達市議会議長就任
- 平成7年3月：株式会社勝田組退社
- 平成11年3月：道建コンサルタント株式会社代表取締役辞任
- 平成11年5月：伊達市長就任
- 平成15年5月：伊達市長（2期目）
- 平成19年5月：伊達市長（3期目）
- 平成23年5月：伊達市長（4期目）
- 平成27年5月：伊達市長（5期目）
- 令和元年5月：伊達市長（6期目）
- 令和5年4月：伊達市長退任

## 公職
- 北海道市長会会長
- 全国市長会相談役・元副会長
- 日本下水道事業団理事